# Katastrofa lotu Air India 245
Katastrofa lotu Air India 245 wydarzyła się 3 listopada 1950 roku na francuskiej stronie szczytu Mont Blanc. W katastrofie samolotu Lockheed L-749A Constellation, należącego do linii Air India, zginęło 48 osób (40 pasażerów i 8 członków załogi) – wszyscy na pokładzie.
Samolot odbywał lot na linii Mumbaj – Kair – Genewa – Londyn. Samolot wystartował z Kairu, gdzie odbył swe pierwsze międzylądowanie, w lot do Genewy. Kapitanem samolotu był Alan R. Saint, a drugim pilotem był V. Y. Korgaokar. Podczas podchodzenia do lądowania w Genewie samolot rozbił się o skałę Rochers de la Tournette, znajdującej się na zboczu szczytu Mont Blanc. Katastrofa nastąpiła na wysokości 4677 metrów. Pierwsze ekipy ratownicze dotarły na miejsce tragedii dopiero 5 listopada. Spośród 48 osób, przebywających na pokładzie, nikt nie przeżył katastrofy.
Przyczyny katastrofy oficjalnie nigdy nie zostały ustalone.
Zaledwie szesnaście lat później, w styczniu 1966 roku, na szczycie Mont Blanc, uległ katastrofie Boeing 707-437, również należący do linii Air India. Tragedia wydarzyła się również podczas podchodzenia do lądowania w Genewie. Zginęło wówczas 117 osób.